# Краснореченское сельское поселение (Воронежская область)
Краснореченское сельское поселение — муниципальное образование в Грибановском районе Воронежской области.
Административный центр — село Краснореченка.

## Административное деление
Состав поселения:
- село Краснореченка.